# Expedição russa à Pérsia em 1796
A Expedição russa à Pérsia em 1796 foi ordenada pela imperatriz da Rússia Catarina II (r. 1762–1796) em resposta ao ataque de 1795 conduzida no Cáucaso pelo então comandante militar e futuro xá Maomé Cã Cajar (r. 1789–1797).

## Antecedentes
Em 1795, Maomé Cã Cajar conduziu uma expedição contra o Cáucaso e alcançou o Reino de Cártlia-Caquécia, governado por Heráclio II (r. 1762–1798) e protegido pelo Império Russo, onde saqueou Tbilisi em setembro. A expedição, no entanto, não se traduziu na consolidação do poder persa na região e logo Maomé retrocedeu à planície de Mugã, próximo do mar Cáspio, onde invernou. Apesar disso, tal expedição fortaleceu sua posição como governante de jure e conseguiu ser proclamado xá em 1796 em Mugã.

## Campanha e rescaldo
Em maio, a imperatriz da Rússia Catarina II (r. 1762–1796) decidiu reagir. Ordenou que uma força de 50 000 efetivos (ou 40 000-30 000 segundo outra estimativa) fosse reunida sob o general Valerian Zubov e enviada ao Cáucaso para ocupá-lo, embora a missão final era derrubar Maomé e substituí-lo por seu meio-irmão que estava refugiado na Rússia. De início, os russos ocuparam Derbente-Guba e em meados de junho já haviam assegurado os canatos de Ganja, Xirvão, Carabaque, Xaqui, Talixe e Bacu. No interim, Maomé estava no Coração se preparando para atacar Herate e Bucara quando soube das notícias da invasão e se apressou para Teerã. Em novembro, Catarina faleceu e os russos se viram obrigados a se retirar quando foram informados que Maomé se aproximava com 10 000 efetivos. Ele, porém, foi assassinado em Xuxa-Carabaque em maio de 1797, o que inibiu um conflito direto entre Pérsia e Rússia.